# Fillières
Fillières és un municipi francès situat al departament de Meurthe i Mosel·la i a la regió del Gran Est. L'any 2007 tenia 464 habitants.

## Demografia

### Població
El 2007 la població de fet de Fillières era de 464 persones. Hi havia 172 famílies, de les quals 44 eren unipersonals (12 homes vivint sols i 32 dones vivint soles), 44 parelles sense fills i 84 parelles amb fills.
La població ha evolucionat segons el següent gràfic:
Habitants censats

### Habitatges
El 2007 hi havia 199 habitatges, 178 eren l'habitatge principal de la família, 6 eren segones residències i 15 estaven desocupats. 173 eren cases i 26 eren apartaments. Dels 178 habitatges principals, 142 estaven ocupats pels seus propietaris, 31 estaven llogats i ocupats pels llogaters i 5 estaven cedits a títol gratuït; 2 tenien una cambra, 4 en tenien dues, 17 en tenien tres, 25 en tenien quatre i 130 en tenien cinc o més. 133 habitatges disposaven pel capbaix d'una plaça de pàrquing. A 71 habitatges hi havia un automòbil i a 90 n'hi havia dos o més.

### Piràmide de població
La piràmide de població per edats i sexe el 2009 era:
| Homes | Edats   | Dones |
| ----- | ------- | ----- |
| 1     | 95 o +  | 1     |
| 0     | 90 a 94 | 3     |
| 6     | 85 a 89 | 1     |
| 3     | 80 a 84 | 5     |
| 4     | 75 a 79 | 16    |
| 10    | 70 a 74 | 14    |
| 8     | 65 a 69 | 11    |
| 14    | 60 a 64 | 6     |
| 7     | 55 a 59 | 9     |
| 13    | 50 a 54 | 14    |
| 13    | 45 a 49 | 13    |
| 10    | 40 a 44 | 16    |
| 20    | 35 a 39 | 14    |
| 11    | 30 a 34 | 16    |
| 10    | 25 a 29 | 12    |
| 11    | 20 a 24 | 3     |
| 14    | 15 a 19 | 16    |
| 12    | 10 a 14 | 10    |
| 14    | 5 a 9   | 13    |
| 12    | 0 a 4   | 9     |

## Economia
El 2007 la població en edat de treballar era de 288 persones, 216 eren actives i 72 eren inactives. De les 216 persones actives 198 estaven ocupades (109 homes i 89 dones) i 18 estaven aturades (6 homes i 12 dones). De les 72 persones inactives 19 estaven jubilades, 21 estaven estudiant i 32 estaven classificades com a «altres inactius».

### Ingressos
El 2009 a Fillières hi havia 168 unitats fiscals que integraven 423 persones, la mediana anual d'ingressos fiscals per persona era de 19.483 €.

### Activitats econòmiques
Dels 10 establiments que hi havia el 2007, 1 era d'una empresa extractiva, 1 d'una empresa alimentària, 1 d'una empresa de construcció, 1 d'una empresa de comerç i reparació d'automòbils, 1 d'una empresa de transport, 1 d'una empresa d'hostatgeria i restauració, 1 d'una empresa financera, 1 d'una empresa immobiliària i 2 d'empreses classificades com a «altres activitats de serveis».
Dels 2 establiments de servei als particulars que hi havia el 2009, 1 era una lampisteria i 1 restaurant.
L'any 2000 a Fillières hi havia 11 explotacions agrícoles que ocupaven un total de 1.424 hectàrees.

## Equipaments sanitaris i escolars
El 2009 hi havia una escola elemental integrada dins d'un grup escolar amb les comunes properes formant una escola dispersa.

## Poblacions més properes
El següent diagrama mostra les poblacions més properes.